# Divisório (Muriaé)
Divisório é uma comunidade rural pertencente ao município de Muriaé, em Minas Gerais. Se localiza perto do povoado de São Fernando e contava, em 2017, com cerca de 250 habitantes.